# Nadpęcie
Nadpęcie – część kończyny konia lub bydła nad pęciną. 